# De uitvreter
De uitvreter is een verhaal van Nescio (pseudoniem van de Amsterdamse zakenman J.H.F. Grönloh), in 1911 voor het eerst gepubliceerd in het tijdschrift De Gids. De novelle vertelt hoe Japi, de uitvreter uit de titel, van andermans geld leeft.

## Inhoud

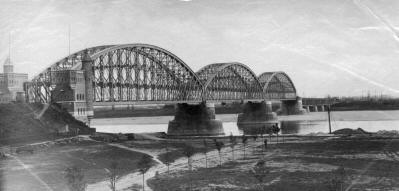
Waalbrug waar Japi (de uitvreter) is afgestapt. (Foto uit 1878)

Het verhaal gaat over een wonderlijke man - Japi genaamd ("Zijn achternaam heb ik nooit geweten") - die van andermans geld leeft, pakken koopt die hij nooit betaalt, en zich oefent in 'versterven'. Japi heeft slechts één ideaal, en wel dat van de volmaakte bohemien zijn. Hij wil niet eens een kunstenaar zijn. "Ik ben Goddank helemaal niks," aldus Japi. Via schilder Bavink komt hij in contact met Koekebakker, ook wel bekend als Erik de Man, de ik-persoon van het boek. Japi staat al snel te boek als een profiteur, "die je sigaren oprookte" en "paraplu's leende die hij nooit terugbracht". Vandaar zijn bijnaam: de uitvreter. Japi, Bavink (die een niet-succesvol schilder is) en Koekebakker, een journalist, verzetten zich tegen de maatschappij, waarin mensen worden uitgebuit en zij zweren langzaam maar zeker het werken af. Van hun idealen komt echter niets: Koekebakker blijft werkzaam bij zijn kantoortje en verdient daar een aardig salaris, maar verliest wel al zijn idealen. Bavink wordt een steeds tragischer figuur, die Japi op een voetstuk zet maar zelf "mal" wordt. Japi zelf weet zich ook geen raad. Hij trekt naar Friesland, België en Frankrijk, maar vindt nergens de betekenis en bevestiging die hij zoekt. Als zijn onbereikbare liefde Jeanne sterft en hij geen ideaal meer te verwezenlijken ziet, trekt hij naar Nijmegen. Later heeft Japi een baan, maar hij kan niet aarden in de burgermaatschappij - een bij Nescio regelmatig terugkerend thema - en ten slotte stapt hij op een morgen van de spoorbrug over de Waal bij Nijmegen. "Zijn reis naar Friesland is altijd onopgehelderd gebleven."

## Verteltechniek en schrijfstijl
Het verhaal wordt in zeven korte hoofdstukken verteld vanuit het perspectief van de schrijver die in het verhaal 'Koekebakker' heet. Hij heeft de hoofdpersoon leren kennen via een vriend, de schilder Bavink die ook in Nescio's verhaal Titaantjes voorkomt. Het taalgebruik in De uitvreter is, voor die tijd, sober en ongekunsteld.

## Openingszin

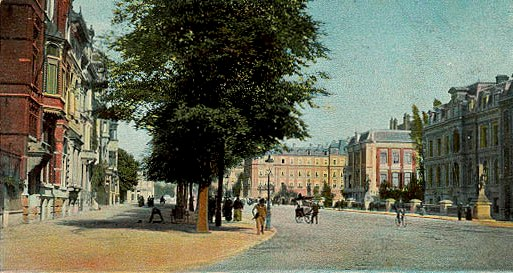
Sarphatistraat circa 1903

De uitvreter begint met de beroemd geworden zin:
Behalve den man, die de Sarphatistraat de mooiste plek van Europa vond, heb ik nooit een wonderlijker kerel gekend dan den uitvreter.
Met "de man die..." verwijst Nescio naar de Nederlandse schrijver en Walden-oprichter Frederik van Eeden. Van Eeden beschreef de Sarphatistraat in 1888 als een voorbeeld van negentiende-eeuwse wansmaak, terwijl hij zich toch kon herinneren dat hij het vroeger de mooiste straat van Amsterdam vond. De combinatie "Van Eeden" en "wonderlijke kerel" werd kennelijk vaker gebruikt. In een toespraak die hij in 1899 tot Amsterdamse arbeiders richtte, introduceerde Van Eeden zich met de woorden: "Misschien heeft men u verteld dat ik een wonderlijke kerel ben..."
De eerste komma in de openingszin komt in Nescio's manuscript niet voor. Die fout is pas opgetreden nadat het manuscript op de redactie van De Gids aankwam.

## Een uitvreter
Een "uitvreter" is iemand, die opzettelijk gebruikmaakt van - de goedgeefsheid van - anderen. In het Amsterdamse jargon wordt hij wel omschreven als iemand die "een vorkje meeprikt". De iets minder ernstige variant is de gelegenheids-uitvreter ofwel de ‘bietser’.

## Publicatiegeschiedenis
In januari 1911 verscheen Nescio's debuut in het culturele maandblad De Gids en in 1918 werd het verhaal samen met de verhalen Titaantjes en Dichtertje gebundeld in het boek Dichtertje, De uitvreter, Titaantjes. Een herdruk hiervan verscheen in 1933, toen Nescio's werk aansloot bij een nieuwe literaire smaak. Vanaf 1956 werd het verhaal Mene Tekel (1946) aan deze bundel toegevoegd. Lange tijd zijn dit de enige verhalen geweest die van Nescio verkrijgbaar waren.